# Viktoryia Hasper
Viktoryia Hasper (9 de janeiro de 1988) é uma basquetebolista profissional bielorrussa.

## Carreira
Viktoryia Hasper integrou a Seleção Bielorrussa de Basquetebol Feminino, na Pequim 2008, que terminou na sexta colocação.